# Holowuriw
Holowuriw (ukrainisch Головурів; russisch Головуров Golowurow) ist ein Dorf in der ukrainischen Oblast Kiew mit etwa 1400 Einwohnern (2001).

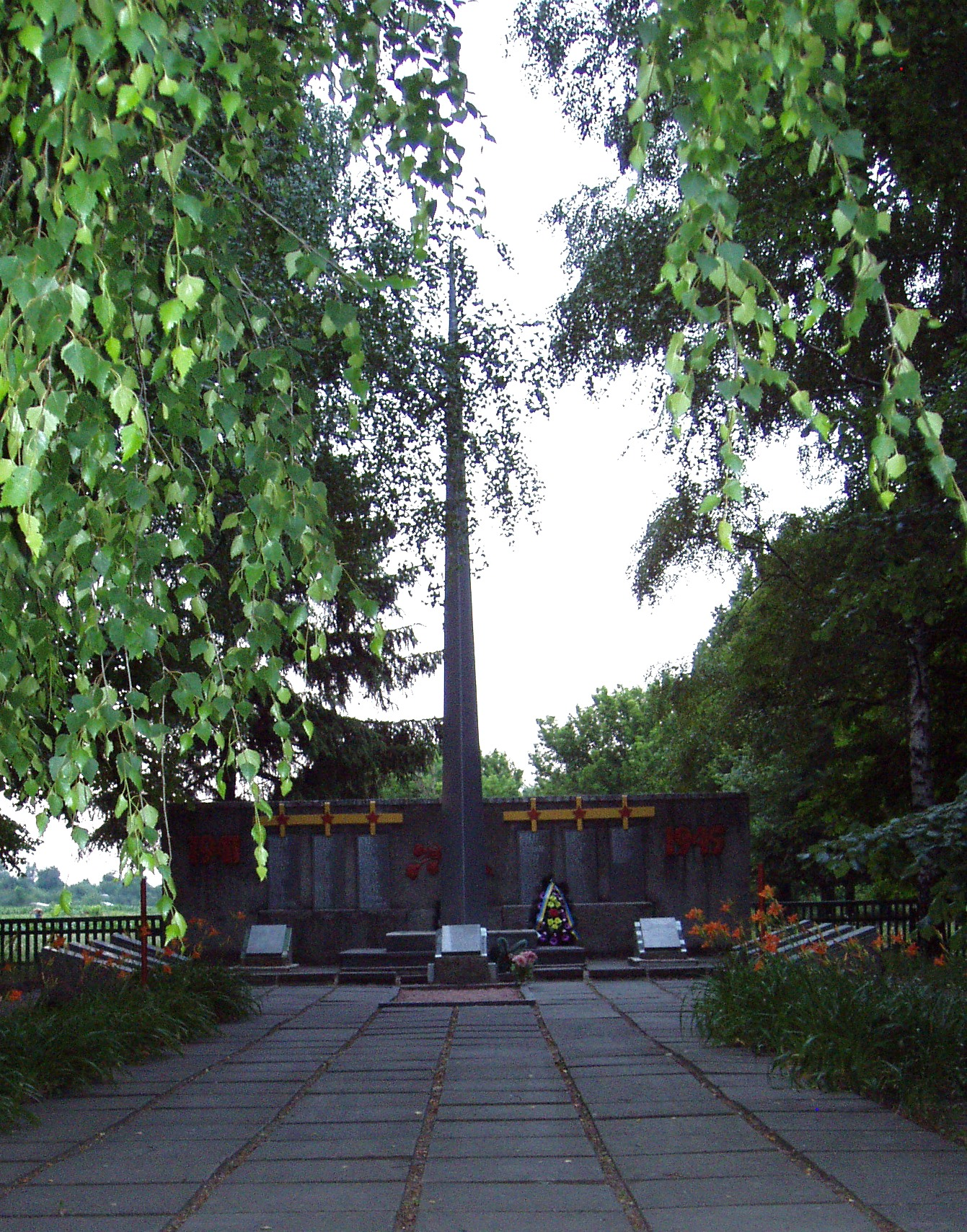
Denkmal für die Gefallenen des Deutsch-Sowjetischen Krieges

Das erstmals 1455 schriftlich erwähnte Dorf, eine weitere Quelle nennt das Jahr 1629, war vom 20. September 1941  bis zum 21. September 1943 von der Wehrmacht besetzt.
Die Ortschaft liegt auf einer Höhe von 101 m 23 km südlich vom Rajonzentrum Boryspil und 50 km südöstlich vom Oblastzentrum Kiew.
Am 12. Juni 2020 wurde das Dorf ein Teil der neugegründeten Landgemeinde Woronkiw, bis dahin bildete es zusammen mit dem Dorf Kyjliw die gleichnamige Landratsgemeinde Holowuriw (Головурівська сільська рада/Holowuriwska silska rada) im Süden des Rajons Boryspil.